# Gweru United FC
Gweru United Football Club w skrócie Gweru United FC – zimbabwejski klub piłkarski grający w drugiej, a niegdyś w zimbabwejskiej pierwszej lidze, mający siedzibę w mieście Gweru.

## Sukcesy
- Puchar Zimbabwe[1]:
  - finał (1): 1984

## Występy w afrykańskich pucharach
| Sezon | Rozgrywki                 | Runda | Kraj    | Klub     | Dom | Wyjazd | Dwumecz |
| ----- | ------------------------- | ----- | ------- | -------- | --- | ------ | ------- |
| 1985  | Puchar Zdobywców Pucharów | 1     | Lesotho | Lioli FC | 2–1 | 1–1    | 3–2     |
| 1985  | Puchar Zdobywców Pucharów | 2     | Uganda  | KCCA FC  | 1–1 | 1–3    | 2–4     |

## Stadion
Domowe mecze klub rozgrywa na stadionie o nazwie Ascot Stadium w Gweru. Stadion może pomieścić 5000 widzów